# Riné Boerée
Cathariné Heripsimé Marie (Riné) Boerée (Naarden, 29 december 1898 – Oegstgeest, 24 februari 1995) was een van de eerste vrouwelijke Nederlandse bouwkundig ingenieurs. Ze was gespecialiseerd in beton en een groot deel van haar leven werkzaam bij de Dienst der Genie en Arrondisement West in Den Haag. Aan het begin van haar carrière werd ze tevens geraadpleegd tijdens de ontwerpfase van de Nirwana-flat, Alexanderkazerne en Frederikkazerne in Den Haag, hetgeen haar direct enige bekendheid binnen de sector opleverde.

## Leven en werk

### Jeugd en opleiding
Boerée was de dochter van de hooggeplaatste militair Henri Reinier Boerée (1873–1949), voor wie ze later ook opdrachten uitvoerde, en Helena Gerardina Scholten (1876–1918). Ook had ze een oudere zus genaamd Mia. Ze werd geboren in Naarden, maar in 1903 verhuisde het gezin naar Den Haag. In 1916 behaalde ze er haar hbs-diploma. Haar beroepsopleiding genoot ze aan de Technische Hogeschool Delft, samen met nog vijf andere vrouwen. Boerée werd er lid van de Vereeniging van Vrouwelijke Studenten.
 Ze kreeg er onder meer les van Albert Buisman en Christiaan Visser. Tijdens haar opleiding was ze vooral verbijsterd over het gebrek aan monumentale bouwkunst. Zo schreef ze in 1925:

Onze bouwkunst wordt in het buitenland zeer weinig gewaardeerd. […] Onze volksaard is beschouwend, afkeuring van pracht en prael, weinig monumentaliteit in onze bouw.

### Carrière
Een van de eerste ontwerpen waar zij een significante bijdrage aan leverde was de Nirwana-flat: de gewapendbetonconstructie is van haar hand. De flat werd ontworpen in de stijl van het nieuwe bouwen en was destijds het hoogste uit gewapend beton opgetrokken gebouw van Nederland. Zelf vond ze dat de Nirwana-flat een van de kenmerkendste gebouwen uit haar oeuvre was.
In 1930 werd Boerée door Gustav Bremer, werkzaam bij de Dienst Rijksgebouwen te Den Haag, aangesteld als tijdelijk tekenares. Daar mocht ze voor het eerst haar eigen werk signeren, hetgeen opmerkelijk was in een tijd dat normaliter alleen mannen dat mochten. Van de ontwerpen van haar hand zijn onder meer een bordestrap in het Hoofdbestuur der Posterijen en Telegrafie bekend. Drie jaar later, op 1 januari 1933, werd ze omwille van de financiële crisis ontslagen. Twee jaar later vond ze alweer werk, ditmaal bij de Dienst der Genie, eveneens in Den Haag. Naast ontwerpen begon ze er zich tevens te specialiseren in beton door later dat jaar een cursus betoncontrole te volgen bij de Betonvereniging te Rotterdam, gegeven door ir. Nikolaas Rengers. Ze werd er per abuis vermeld als de Heer C.H.M. Boerée. Desalniettemin werd ze in 1935 het eerste vrouwelijk lid van de vereniging.
De Vereeniging van Delftsche Ingenieurs publiceerde aan het eind van ieder jaar een jaarboek. In de uitgave van 1937 stond Boerée te boek als Tijdelijk Teekenares kazernebouw te Den Haag. Ze droeg bij aan de ontwerpen van de Alexanderkazerne en Frederikkazerne aldaar, door de gewapendbetonconstructies en verbreding van de muren op te tekenen. Ze was de enige van haar collegae die zich met de betonconstructie bezighield en werd gezien als een volwaardig teamlid.

Mej. Ir. Boerée maakt globale schatting en rekent hoeveelheden gew. beton, enz. uit; ander personeel neemt hiervan zijn gegevens over.

Nadien werd Boerée hoofd van de betonafdeling. Naast ontwerpen legde ze zich ook toe op het (na)berekenen van bunkers. In 1943 werd ze aangesteld bij de N.V. Wernink’s Beton Maatschappij te Leiden. Tijdens de oorlogsjaren richtte het bedrijf zich voornamelijk op het vuurafstotend maken van bunkers. Door schade na bombardementen zag het bedrijf zich genoodzaakt haar deuren tijdelijk te sluiten. Kort na de oorlog bracht Boerée advies uit omtrent versterkingen van hangars, op basis van haar eigen berekeningen.
Begin 1946 werd Boerée terug werkzaam bij de Dienst der Genie, die veinsde dat ze nooit was ontslagen. Ze ging er aan de slag als Ingenieur Bureau Aanleg, Beheer en Onderhoud Vliegvelden te Amsterdam. In 1950 werd ze benoemd tot Ingenieur 1e klasse in vaste dienst, een van de hoogste functies. Een jaar later kwam ze te werken voor het Arrondissement West. Ook hier hield ze zich bezig met advies omtrent beton en hangars, maar ook met het optekenen en berekenen van verbetering van de landingsbanen op Vliegkamp Valkenburg.

### Laatste levensfase
In 1995 gaf Boerée voor het eerst in haar leven een interview; kort daarop overleed zij in haar woning in Oegstgeest.
- Gemeinsame Normdatei: 1313119512
- Virtual International Authority File: 8170283458162401827